# Parafia Wniebowzięcia Najświętszej Maryi Panny w Wielopolu Skrzyńskim
Parafia Wniebowzięcia Najświętszej Maryi Panny w Wielopolu Skrzyńskim − parafia rzymskokatolicka znajdująca się w diecezji rzeszowskiej w dekanacie Wielopole Skrzyńskie. Erygowana w 1325. Mieści się pod numerem 242.